# Heimataerde
Heimatærde — німецький електроіндастріал / EBM сольний проект DJ Ash, заснований у 2004 р. Кожен альбом гурту є концептуальним. Головним героєм міфології групи є лицар-тамплієр Ашлар, який згодом розчарувався у служінні Богу і став вампіром. У своїх поневіряннях Ашлар знаходить місце поза часом під назвою Heimataerde, в якому він сподівається знайти спокій. Проте Орден Тамплієрів хоче захопити цю землю, переслідуючи власні інтереси. Музика характеризується середньовічними мотивами, щільність яких, щоправда, знизилася у пізніших роботах. Також згодом музика стала менш жорсткою та танцювальнішою і наблизилася до стилю EBM.
Heimatærde був заснований у 2004 році як студійний проект німецького діджея Ашлара фон Мегалона. Після першого міні-альбому « Ich hab die Nacht getræumet » («I Have Dreamed the Night»), випущеного того ж року компанією Infacted Recordings, у 2005 році вийшов перший альбом «Gotteskrieger». За межами Німеччини він випущений лейблом Metropolis Records. На початку DJ Ash уникав виступів на сцені, адже музика повинна бути на першому місці. 
Перший виступ Heimatærde відбулася в 2007 році на Wave-Gotik-Treffen у Лейпцигу . У січні 2018 року був представлений новий барабанщик, брат Генрі з Кента. Раніше він підтримував гурт наживо

## Склад групи
- Ashlar von Megalon музика, вокал, концепція

- Bruder Jacques de Perigord — електрогітара, бек-вокал
- Bruder In Hoc Signo - клавішні
- Schwester Johanna Dikaja - клавішні, духові
- Bruder Henry von Kent – ударні
- Bruder Ignatius von Schneeberg - сценічний воїн

## Дискографія

### Студійні альбоми
- 2005: Gotteskrieger
- 2006: Kadavergehorsam
- 2007: Leben Geben Leben Nehmen
- 2010: Unwesen
- 2012: Gottgleich
- 2014: Kaltwaerts
- 2016: Aerdenbrand
- 2020: Eigengrab

### Сингли
- 2004: Ich Hab die Nacht Getraeumet
- 2006: Unter der Linden
- 2008: Vater
- 2009: Dark Dance
- 2010: Malitia Angelica
- 2012: Templerblut
- 2014: Bruderschaft
- 2016: Hick Hack Hackebeil
- 2019: Tanz
- 2020: Bei meiner Ehr'